# Форт Смит (Арканзас)
Форт Смит (на английски: Fort Smith) е град в щата Арканзас, САЩ. Форт Смит е с население от 83 461 жители (1 юли 2006 г.), което го прави вторият по население в щата след столицата Литъл Рок. Градът е с обща площ от 137,10 км² (52,90 мили²). Основан е през 1817 г., а получава статут на град през 1842 г.